# Walery Wielogłowski
Walery Wielogłowski herbu Starykoń (ur. 6 grudnia 1805 w Proszówkach, zm. 11 lipca 1865 w Krakowie) – działacz społeczny, polityczny, wydawca, poseł na Sejm Krajowy Galicji I kadencji, właściciel dobr Rybna.

## Życiorys
Był synem Ignacego Wielogłowskiego, który po śmierci własnego ojca, Franciszka Wielogłowskiego, wychowywał się na dworze stryjostwa Józefa Wielogłowskiego (starosty olszańskiego i posła Sejmu Wielkiego) i Józefy z Badenich Wielogłowskiej. Ok. roku 1800 Ignacy ożenił się z córką stryjostwa, Marią - małżeństwo kuzynów wymagało zgody papieskiej. Po śmierci męża, Józefa Wielogłowska podzieliła rodzinne majętności pomiędzy swoje dzieci. Zborów, w którym dotychczas mieszkała, przypadł Ignacemu i Marii, sama zaś przeniosła się do rodzinnego majątku w Proszówkach; tam właśnie urodził się – i wychowywał pod okiem babki – Walery Wielogłowski. W 1814 wyjechał na naukę do Krakowa. W latach 1830–1831 brał udział w powstaniu listopadowym, służbę w szeregach powstańczych kończąc jako major Wojska Polskiego, za odwagę odznaczony krzyżem Virtuti Militari. Po upadku powstania zaangażował się w działalność konspiracyjną działając w Stowarzyszeniu Ludu Polskiego. W latach 1836–1848 przebywał we Francji gdzie zaprzyjaźnił się z wieloma osobistościami polskiej emigracji, między innymi z Adamem Mickiewiczem.
W 1848 wrócił do Krakowa, gdzie w następnym roku założył Księgarnię i Wydawnictwo Dzieł Katolickich, Naukowych i Rolniczych. Pierwotnie mieściło się ono na Rynku Głównym 15, a następnie w nieistniejącej już dziś kamienicy na rogu ulic św. Anny i Wiślnej. W księgarni mieścił się także salonik literacki oraz czytelnia. Wielogłowski wydawał dzieła własne, pisarzy polskich i obcych, kalendarze oraz czasopisma. Ze swoimi wydawnictwami docierał przez agentów do wszystkich zaborów sprzedając je po niskich cenach. Od 1859 do co najmniej jesieni 1860 zarządcą księgarni był Maciej Stęczyński, później (w końcu 1860?) został nim Władysław Jaworski, który z czasem od 1863 był wspólnikiem Wielogłowskiego, a po jego śmierci w 1865 jedyny właściciel firmy.
Wielogłowski był posłem na Sejm Krajowy we Lwowie, członkiem Rady Miejskiej Krakowa, próbował niestety bezskutecznie uzyskać zgodę rządu w Wiedniu na przeprowadzenie wolnych wyborów do Rady Miejskiej. Wybrany na posła Sejmu Krajowego w okręgu wyborczym nr 49 Kraków-Mogiła-Liszki-Skawina, po jego śmierci w wyborach uzupełniających 20 listopada 1865 wybrano Ludwika Szumańczowskiego.
W 1854 był inicjatorem powstania w Krakowie Towarzystwa Przyjaciół Sztuk Pięknych, a następnie w latach 1854–1865 pełnił w nim funkcję sekretarza.
Z jego inicjatywy powstała także Szkoła Rolnicza w Czernichowie, do jego księgarni po czasopisma i kalendarze oraz po porady, których chętnie udzielał zaglądali chłopi z podkrakowskich wsi.
Swoje dziecięce wspomnienia spisał w autobiograficznej książce wydanej w 1856 pt. Dom mojej babki. Pochowany został na cmentarzu Rakowickim w pasie 16.

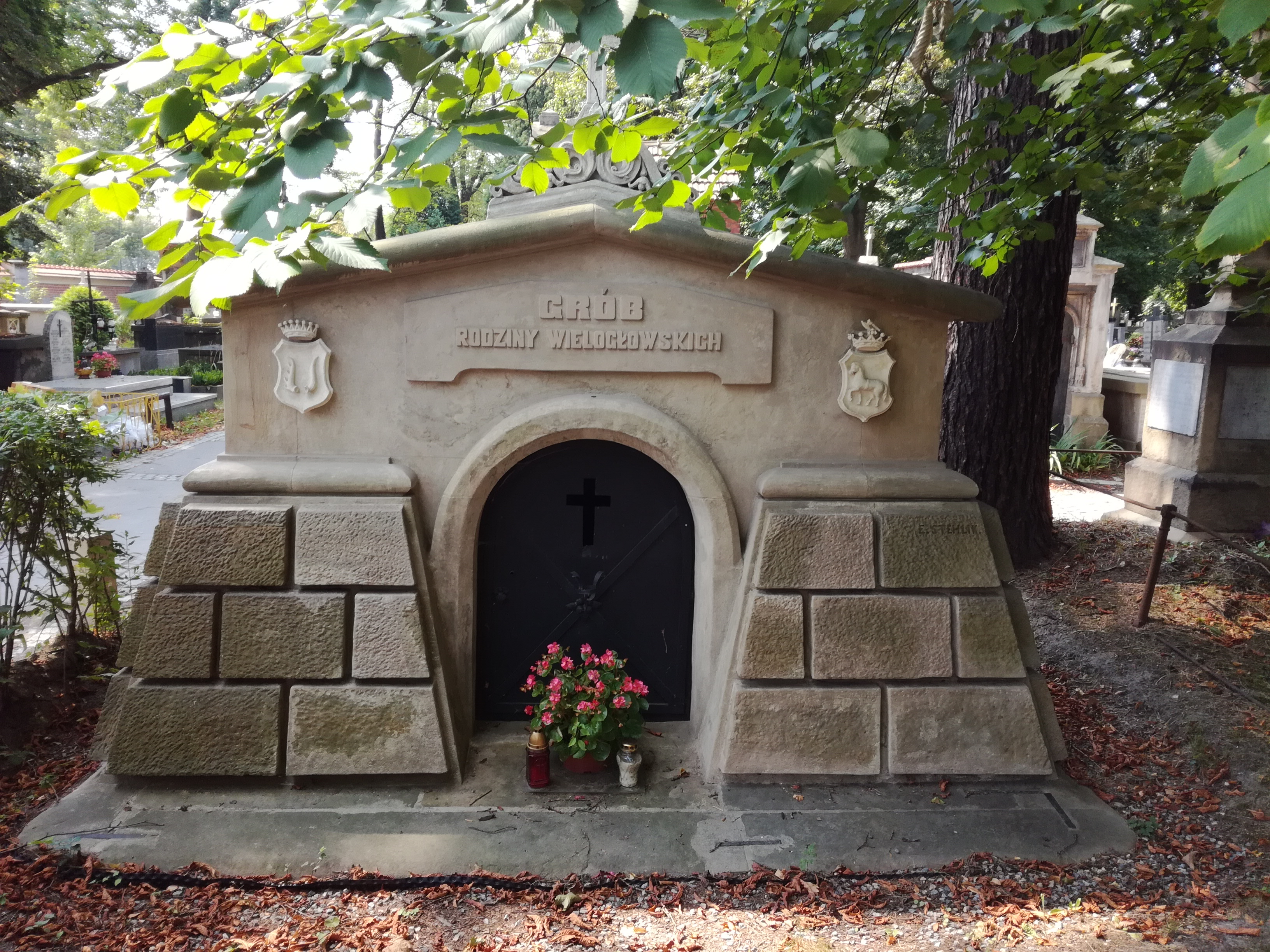
Grób Walerego Wielogłowskiego na cmentarzu Rakowickim